# اریک برگوست
اریک برگوست (انگلیسی: Eric Bergoust؛ زادهٔ ۲۷ اوت ۱۹۶۹) اسکی‌باز نمایشی اهل ایالات متحده آمریکا بود.
وی در مسابقات کشوری و بین‌المللی در مجموع برندهٔ ۲ مدال طلا، ۱ مدال نقره شده‌است.